# Det Classenske Fideicommis
Det Classenske Fideicommis (literalmente "El Fideicomiso de Classen") es una fundación benéfica danesa. Mediante un testamento en 1789 y su codicilo del 23 de marzo de 1792, el mayor general Johan Frederik Classen dejó su riqueza y posesiones como fondo, entre otras cosas, para "aliviar la pobreza y la miseria". Concede unos 2 millones de coronas (340.000 dólares) anuales.

## Antecedentes

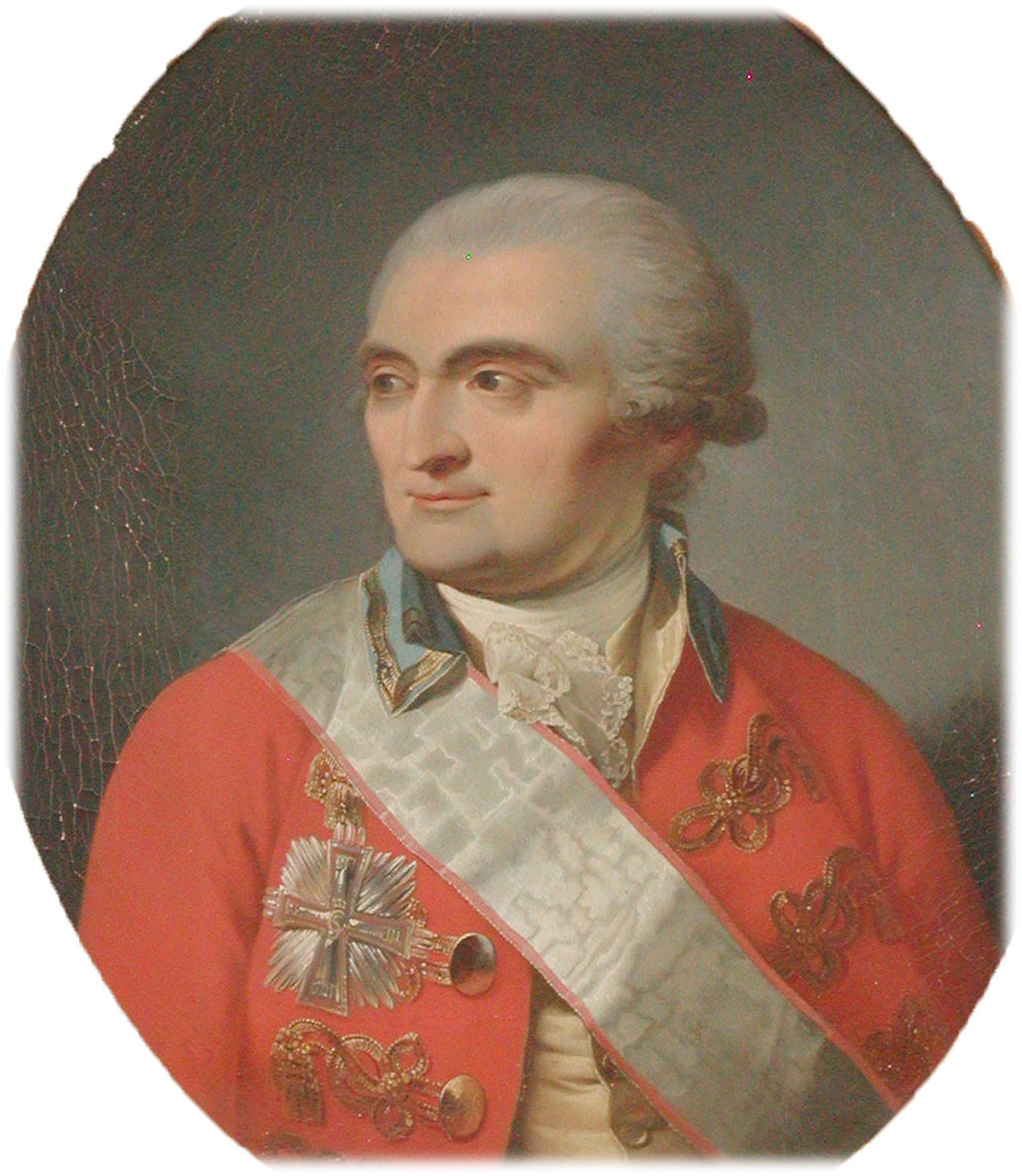
Det Classenske Fideicommis fue fundada por Johan Frederik Classen.

Classen (1725-1792) fue un empresario e industrial emprendedor que desarrolló una fábrica de armamento y municiones en el noroeste de Selandia. La llamó Frederiksværk (fábrica de Frederik) en honor al rey Frederik V, que había proporcionado tierras e incentivos para su establecimiento. Gracias a los beneficios que obtuvo como único proveedor del ejército danés, especialmente durante la Guerra de los Siete Años (1756-1763), Classen pudo ampliar sus instalaciones de producción y atraer a otras industrias a Frederiksværk, que rápidamente se convirtió en una próspera ciudad y un importante centro industrial. Además de sus actividades comerciales, Classen era experto en agricultura y silvicultura. En 1768 compró tierras en Falster, donde renovó completamente Corselitze, una gran casa señorial, y en 1773 desarrolló plantaciones a gran escala en la zona de Frederiksværk. El mayor general Classen se construyó una casa de verano junto al bosque de Corselitze.

## El legado de Classen

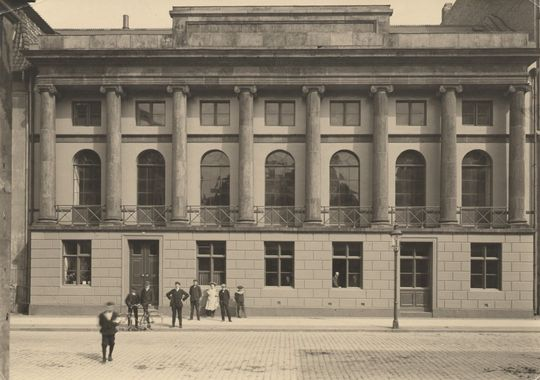
El edificio de la Biblioteca Classen en el número 38 de Amaliegade en Copenhague

Classen había acumulado una biblioteca de unos 20.000 volúmenes, así como una gran colección de minerales, instrumentos y partituras. Durante muchos años sufrió de gota, que fue especialmente dolorosa hacia el final. En el momento de su muerte, se había convertido en una de las figuras más importantes del país, con títulos de general de división, caballero del Dannebrog y tratamiento de excelencia. 
En su testamento, dispuso específicamente la concesión de subvenciones a hospitales y escuelas, así como la ayuda a los arrendatarios de sus fincas. También dejó una suma específica para la creación de una escuela agrícola. A excepción de Frederiksværk, el resto de sus activos y posesiones se dejaron a una fundación benéfica conocida como Det Classenske Fideicommis. En el testamento se definía claramente su ámbito de actuación, indicando que debía utilizarse para:
educar a la gente buena para que sea la mejor del Estado,
apoyar y promover la laboriosidad y diligencia en las áreas más necesarias para el bienestar de la patria, y
ayudar a aliviar la pobreza y la miseria.
Llevó casi cuatro años elaborar un inventario de la herencia de Classen que resultó tener un valor de 1 millón de rigsdalers.
El hermano de Classen, Peter Hersleb Classen, un alto funcionario del gobierno, se convirtió en el principal administrador de Det Classenske Fideicommis hasta su muerte en 1825. P. H. Classen también contribuyó a la creación de la Næsgaard Agerbrugsskole, una escuela agrícola en Stubbekøbing, Falster (actual Næsgaard Efterskole). El primo de Classen, Michael Classen, también participó en la administración del fondo, junto con su hijo, P. H. Classen junior, que vivió en Corselitze e hizo mucho por mejorar las condiciones de la población local. En el siglo XIX se vendieron un total de 161 granjas y 242 edificios cuando las granjas de copropiedad pasaron a ser propiedad privada. La fundición de cañones, junto con otras empresas y granjas, incluida Arresødal, cerca de Frederiksværk, también se vendieron de acuerdo con los términos del testamento. La última venta importante en Falster tuvo lugar en 1917 con la enajenación de Carlsfeldt, Vestergård y Kongsnæs.